# Разнотравие
Разнотравïе («Разнотравие») — российская фолк-рок-группа из г. Рыбинска.

## История
Основана в 1996 году Вячеславом Каменковым (Воротом) и Валерием Ершовым (Валдой). Первое выступление состоялось в апреле 1996 года на сцене Общественно-культурного центра (ОКЦ), город Рыбинск, на фестивале «Кактус». Позднее к ним присоединились Алексей Пикунов (Тихой) (группа «Провинциальный Прожект»), Михаил Посадский (Рыба), Павел Давыдович (Страшный), Владимир Потурай, Александр Шушков (Шульц) (группа «Бежин Луг»). Летом 1997 была записана концертная программа «Солнцеворот», осенью начата работа над первым альбомом «Семеро». В этом составе группа просуществовала до декабря 1999 года, выступая в Рыбинске, Ярославле, Пущино (фестиваль ансамблей авторской песни) и Москве (клубы «Табула Раса», «Бедные Люди», «Плеханов», «Ю-Ту» и пр.)
Группа играла авторский акустический фолк-рок, основанный на славянских фольклорных мотивах. В 2000 году был записан второй альбом «Каторга», звукорежиссёром, соавтором аранжировок и исполнителем партий колёсной лиры, духовых и бэк-вокала в котором выступил Митя Кузнецов («Седьмая вода»). После этого был создан совместный проект «„Разнотравие“ и Митя Кузнецов», впервые представленный в феврале 2001 года. В составе проекта группа выступала в Москве, Санкт-Петербурге, Ярославле, Воронеже, Пущино, Твери а также представляла Россию на фестивалях в Скопье (Македония), Каунасе, Алитусе, Паневежисе (Литва), Тарту (Эстония).
В декабре 2003 года группа объявила о распаде проекта «Разнотравие и Митя Кузнецов» и приостановке музыкальной деятельности.
13 марта 2010 года группа в неполном составе при участии Виктора Ливанова (Воинство Сидов /Slua Si/) приняла участие в презентации альбома «Реки Богов» группы «Календарь», на которой в качестве бэк-вокалиста выступил Михаил Посадский. Разнотравïе представило публике две ранее не известные песни «Волга» и «На Ветру». Выступление на этом концерте породило слухи о возрождении группы, однако реюниона не последовало. В дальнейшем Михаил Посадский продолжил сотрудничество с группой «Календарь», приняв участие в подготовке и записи альбома «Зов» (2013) и постановке (совместно с группой «Оргия Праведников») фолк-рок сюиты с одноименным названием. Помимо партий вокала и бэк-вокала, в альбоме звучат две песни авторства Михаила Посадского — «Охотник» и «Молитва за Героев».
2 декабря 2019 года на официальных страницах Разнотравïя в социальных сетях ВКонтакте и Facebook участниками группы было объявлено о прекращении попыток возрождения и анонсирован проект «Вѣсь», созданный для продолжения работы над музыкальным, поэтическим и другим материалом, оставшимся после прекращения существования Разнотравïя.
8 мая 2021 года на лейбле «Отделение ВЫХОД» был издан ранее не издававшийся первый альбом «Семеро». Ремастеринг записи был осуществлен Сергеем Калачёвым (Гребстелем) (проекты Инна Желанная, FARLANDERS, Вилы, Tinavie, Радик Тюлюш и проект Чалама и др.)

## Состав
- Вячеслав Каменков — гитара, вокал, тексты и музыка; проекты: Озоновый Патруль (1991—1996), Sensimilia (1996—2002)
- Валерий Ершов — бас-гитара, вокал, тексты и музыка; проекты: Sensimilia (1996—2002)
- Павел Давыдович — барабаны, перкуссия, вокал, дудки
- Владимир Потурай — варган, вокал, гусли, тексты и музыка; проекты: Озоновый Патруль (1991—1996)
- Михаил Посадский — вокал, дудки, варган, перкуссия, тексты и музыка; проекты: D.D.Плунжер &Co. (1993—1994), Проект «Д» (1994—1996)

В разное время с группой выступали:
Алексей Пикунов (гитара, вокал, тексты и музыка), Александр Шушков (скрипка, духовые, вокал, тексты и музыка), Яна Василенко (вокал, автоарфа, флейты), Юра Антонов (гитара, вокал), Михаил Жёлтиков (волынка), Анна Холодякова (колесная лира, вокал), Александра Никитина (виолончель, бэк-вокал), Митя Кузнецов (вокал, свирель, жалейка, флейта, калюка, варган, колесная лира, гусли, аккордеон, мандолина, перкуссия), Виктор Ливанов (духовые).

## Дискография
- «Солнцеворот» (демо) /1997/ — не издано, распространялась в магнитозаписях
- «Семеро» /1998/ — ремастеринг Сергея Калачёва (Гребстеля) 2020, издано на CD — «Отделение ВЫХОД», 8 мая 2021 года, номер по каталогу НВ242
- «Каторга»[1]/2000/ — издано на кассетах — «MDC Records», декабрь 2000, номер по каталогу PAZ001, на CD — «Рофф Текнолоджис», май 2001, номер по каталогу ROFFCD026